# حمید عبدالملکی
حمید عبدالملکی (زاده ۱۳۳۰) بازیگر تئاتر، سینما و تلویزیون، صداپیشه و عروسک‌گردان ایرانی است.

## زندگی
حمیدرضا عبدالملکی در ارومیه زاده شد. او دانش‌آموختهٔ دانشکده هنرهای دراماتیک است و در سال ۱۳۵۶ تحصیلات‌اش در این دانشکده را به پایان برد. عبدالملکی در سال ۱۳۶۰ برای اولین بار در فیلم کچل کفتر باز جلوی دوربین رفت. در دهه هفتاد به فرانسه مهاجرت کرد.

## گزیدهٔ آثار

### سینما
- ۱۳۷۳ - الو! الو! من جوجوام
- ۱۳۷۳ - روز واقعه
- ۱۳۷۳ - دیدار
- ۱۳۷۱ - هنرپیشه
- ۱۳۷۱ - خسوف
- ۱۳۷۰ - سیرک بزرگ
- ۱۳۶۹ - مجنون
- ۱۳۶۹ - علی و غول جنگل
- ۱۳۶۹ - جستجو در جزیره
- ۱۳۶۸ - شنگول و منگول
- ۱۳۶۷ - کارآگاه ۲
- ۱۳۶۶ - یاد و دیدار

### تلویزیون
| سال       | نام                            | سمت               | کارگردان                  | توضیحات                                                                                              |
| --------- | ------------------------------ | ----------------- | ------------------------- | --- |
| ۱۳۷۲      | پدرسالار                       | بازیگر            | اکبر خواجویی              | شبکه ۲                                                                                               |
| ۱۳۷۱–۱۳۷۰ | زندگی                          | بازیگر            | حسین مروی                 | شبکه ۲                                                                                               |
| ۱۳۷۰      | نگهبان                         | بازیگر            | حسین مروی                 | «نگهبان» در قالب یک فیلم دو قسمتی از شبکه ۲ پخش شد. این فیلم بخشی از مجموعه سیزده قسمتی «زندگی» بود. |
| ۱۳۷۰      | این خانه دور است               | بازیگر            | بیژن بیرنگ مسعود رسام     | شبکه ۲                                                                                               |
| ۱۳۷۰      | هزار برگ و هزار رنگ            | بازیگر            | حسین محب‌اهری حسین فردرو   | برنامه کودک و نوجوان شبکه ۱                                                                          |
| ۱۳۷۰      | مجموعهٔ عروسکی «سرزمین خوشبختی» | بازیگر            | اردشیر کشاورزی            | |
| ۱۳۷۰      | مش خیرالله صندوقچه اسرار       | بازیگر و کارگردان | داریوش مؤدبیان حسین فردرو | بازی در اپیزود «جامه عمل»                                                                            |
| ۱۳۶۹      | آرایشگاه زیبا                  | بازیگر مهمان      | مرضیه برومند              | شبکه ۲                                                                                               |
| ۱۳۶۸      | حکایت‌نامه (لطائف المتون)       | بازیگر            | حمید لبخنده               | شبکه ۲ کارگردان تلویزیونی: «قاسم شاکری»                                                              |
| ۱۳۶۶–۱۳۶۷ | زنگ بیداری                     | بازیگر            | هرمز هدایت                | از برنامه کودک و نوجوان شبکه ۱ پخش می‌شد. کارگردان تلویزیونی: «سیما ایلخان»                           |
| ۱۳۶۶      | مجموعهٔ عروسکی «دکتر عروسکی»    | صداپیشه           | ایرج طهماسب               | شبکه ۱                                                                                               |
| ۱۳۶۶      | سایه‌های بلند                   | بازیگر            | اسدالله ایمن              | شبکه ۱                                                                                               |
| ۱۳۶۵      | شاگرد اولی‌ها                   | بازیگر            | غلامحسین لطفی             | در دههٔ فجر ۱۳۶۵ از برنامه کودک و نوجوانِ شبکه ۲ پخش شد.                                               |
| ۱۳۶۴      | آئینه (سری اول و دوم)          | بازیگر            | غلامحسین لطفی             | شبکه ۱                                                                                               |
| ۱۳۶۴      | گلاب بپاش                      | بازیگر            | سعید نیک‌پور               | در برنامه کودک و نوجوان پخش می‌شد.                                                                    |